# آنتون کله
آنتون کله (انگلیسی: Anton Kehle; ۸ november ۱۹۴۷ – ۲۴ سپتامبر ۱۹۹۷ (۴۹ ساله)) ورزشکار هاکی روی یخ اهل آلمان بود.
وی در مسابقات کشوری و بین‌المللی در مجموع برندهٔ ۱ مدال برنز شده‌است.